# Apple ProRes
Apple ProRes je videokompresní formát se ztrátovou kompresí, který byl vyvinut společností Apple Inc. ProRes poskytuje „vizuálně bezztrátovou“ kvalitu videa a je optimalizován pro střih videa v postprodukčním procesu. Apple ProRes byl představen v roce 2007 v rámci balíčku Final Cut Studio 2 jako nástupce formátu Apple Intermediate Codec a podporuje video rozlišení až do 8K. Kompresní algoritmy ProResu vycházejí z diskrétní kosinové transformace (DCT), což je metoda pro převod obrazových dat do frekvenční domény a jejich následné komprimování. 
ProRes je „intra-frame“ kodek, což znamená, že každý snímek je kódován a dekódován nezávisle na ostatních snímcích. ProRes jsou určené pro použití během střihu videa, a nejsou primárně navrženy pro praktické prohlížení videa koncovými uživateli. Tato řáda kodeků používá technologii s proměnným datovým tokem (VBR), což umožňuje šetřit bity na jednoduchých snímcích, u kterých by vyšší datový tok nepřinesl žádný významný přínos.
Apple rozšířil svou nabídku o nový formát nazvaný „ProRes RAW“ s použitím komprimovaného Bayerova filtru v roce 2018. Toto rozšíření následovalo po tom, co firma Blackmagic Design představila ve svých kamerách a programu DaVinci Resolve komprimovaný formát pod názvem Blackmagic RAW.

## Formáty Apple ProRes
Apple ProRes 4444 XQ je nejvyšší profil v rodině kodeků ProRes pro zpracování obrazů ve formátu 4:4:4:4, který zahrnuje i alfa kanál a má nejvyšší datový tok. ProRes 4444 XQ má cílový datový tok přibližně 500 Mbps pro zdroje ve formátu 4:4:4 s rozlišením 1920 × 1080 a snímkovou frekvencí 29,97 snímků za sekundu. Tento kodek podporuje až 12 bitů na kanál obrazu a až 16 bitů pro alfa kanál. ProRes 4444 XQ je schopen zachovat větší dynamický rozsah než Rec. 709. Apple ProRes 4444 XQ vyžaduje systém OS X verze 10.8 (Mountain Lion) nebo novější. 
Apple ProRes 4444 je profil ProRes určen pro zpracování obrazů ve formátu 4:4:4:4, včetně alfa kanálů (verze 422, 422 HD, 422 LD, 422 Proxy alfa kanál nepodporují). Tento kodek dosahuje výrazně nižšího datového toku ve srovnání s nekomprimovaným zdrojem. S cílovým datovým tokem přibližně 330 Mbps pro zdroje 4:4:4 o rozlišení 1920 × 1080 a snímkovou frekvencí 29,97 snímků za sekundu. ProRes 4444 také nabízí přímé kódování i dekódování do pixelových formátů RGB a Y'CbCr (v rámci rodiny 422 kodeků tuto podporu nenajdeme).
Apple ProRes 422 HQ zachovává vizuální kvalitu na stejně vysoké úrovni jako Apple ProRes 4444, ale pro obrazové zdroje 4:2:2. ProRes 422 HQ nabízí vizuálně bezeztrátové zachování profesionálního HD videa v nejvyšší kvalitě, kterou může přenášet jednosvazkový signál HD-SDI. Tento kodek zůstává vizuálně bezeztrátovým při mnoha generacích dekódování a opětovného kódování a podporuje zdroje videa v formátu 4:2:2 s 10bitovou pixelovou hloubkou a má vyšší kvalitu než ProRes 422. U ProRes 422 HQ cílová přenosová rychlost se přibližně rovná 220 Mb/s při rozlišení 1920 x 1080 a frekvenci 29,97 snímků za sekundu.
Apple ProRes 422 je profil, který má cílovou datovou rychlost přibližně 147 Mb/s při rozlišení 1920 × 1080 a 29,97 snímků za sekundu. ProRes 422 je kvalitnější než ProRes 422 LT.
Apple ProRes 422 LT je verze profilu ProRes 422 s nejvyšší přenosovou rychlosti. ProRes 422 LT je lépe komprimovaný kodek než Apple ProRes 422, který má přibližně 102 Mb/s cílovou rychlost přenosu dat při rozlišení 1920 × 1080 a 29,97 snímků za sekundu. ProRes 422 LT má zhruba o 30 % menší velikost souborů a o 70 % vyšší přenosovou rychlost v porovnání s Apple ProRes 422. Tento kodek je vhodný pro situací, kde je zapotřebí vysoká kapacita úložiště a rychlost přenosu dat.
Apple ProRes 422 Proxy je ještě více komprimovaný profil než Apple ProRes 422 LT, který má přibližně 45 Mb/s cílovou rychlost přenosu dat při rozlišení 1920 × 1080 a 29,97 snímků za sekundu. Tento kodek je určen pro použití v offline pracovních postupech, které vyžadují nízkou rychlost přenosu dat.

## Porovnání formátů rodiny ProRes
Příklad na standardu 4K 4096 × 2160 24p
| Podvzorkování | Formáty                                 | Datový tok |
| ------------- | --------------------------------------- | ---------- |
| 4:4:4         | Apple ProRes 4444 XQ (bez alpha kanálu) | 1697 Mbps  |
| 4:4:4         | Apple ProRes 4444 (bez alpha kanálu)    | 1131 Mbps  |
| 4:2:2         | Apple ProRes 422 HQ                     | 754 Mbps   |
| 4:2:2         | Apple ProRes 422                        | 504 Mbps   |
| 4:2:2         | Apple ProRes 422 LT                     | 350 Mbps   |
| 4:2:2         | Apple ProRes 422 Proxy                  | 155 Mbps   |